# Telewizja WTK

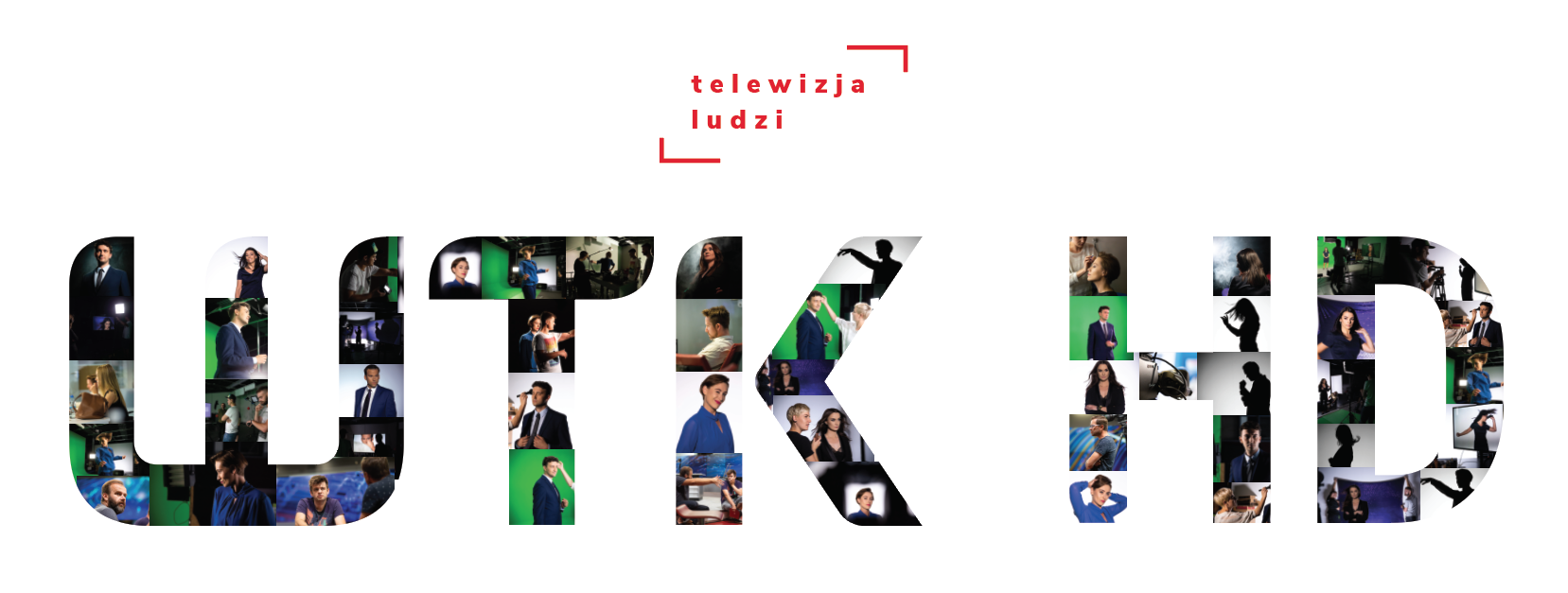
Hasło stacji WTK

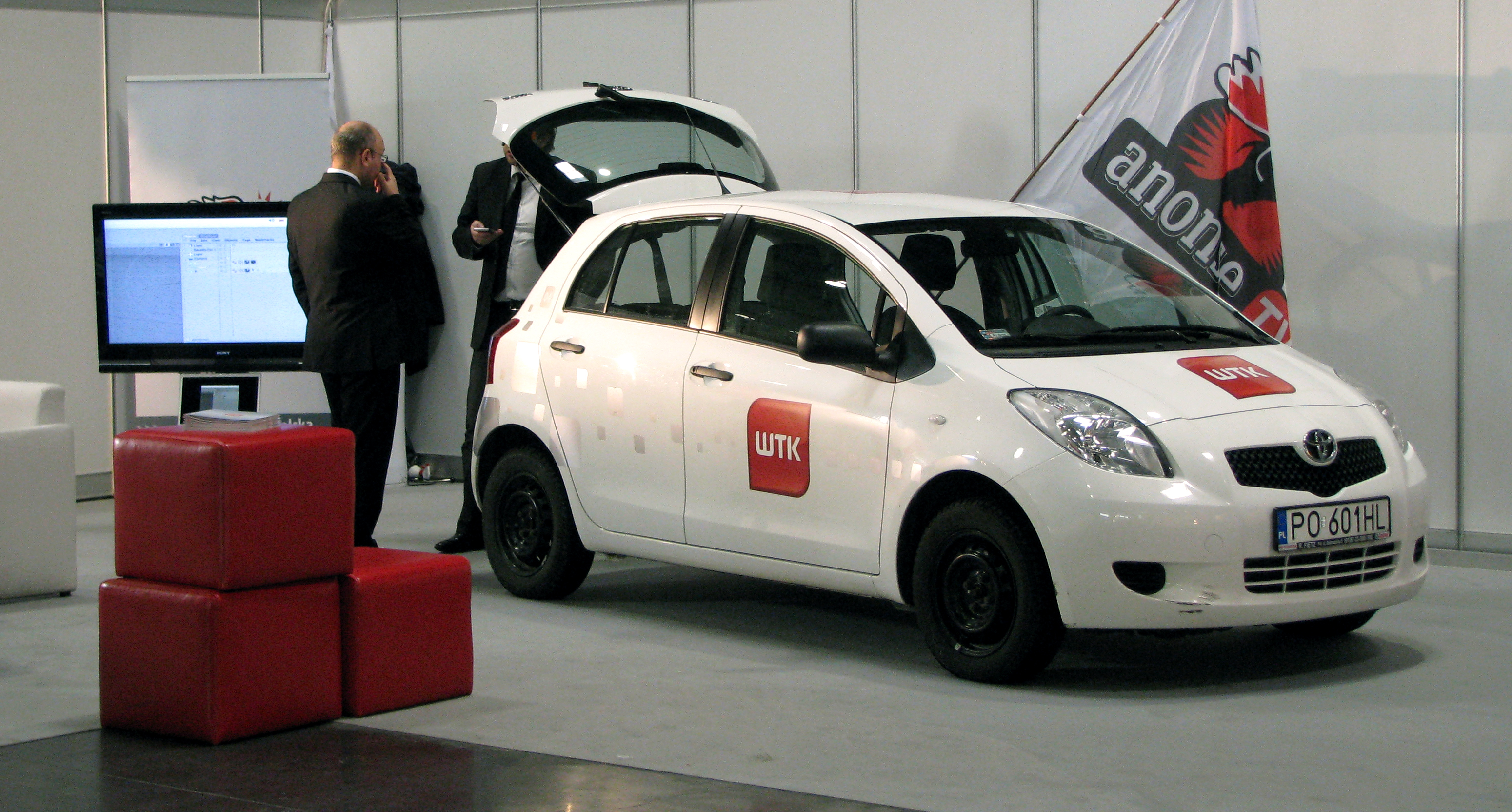
Wóz reporterski telewizji WTK

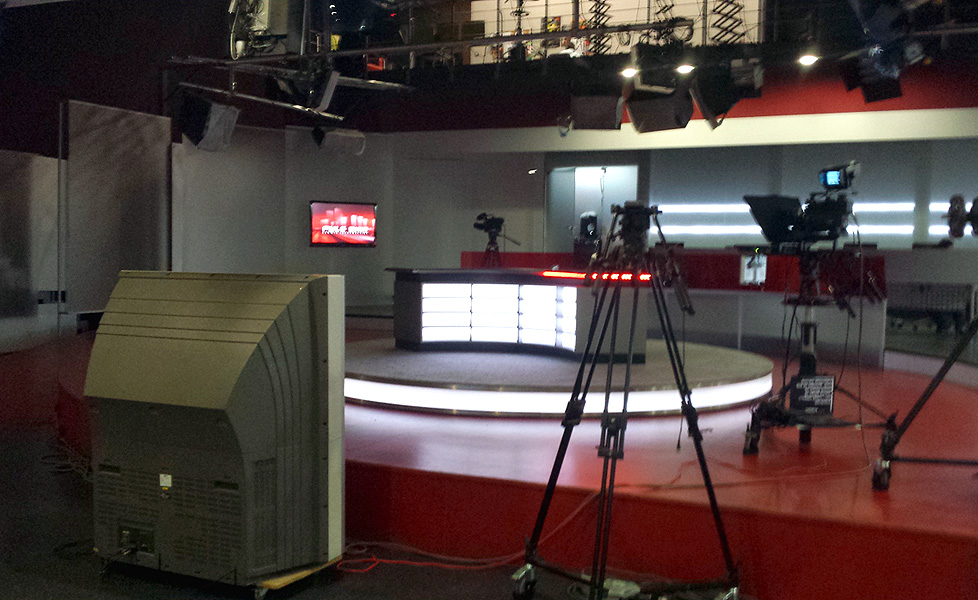
Studio telewizji WTK

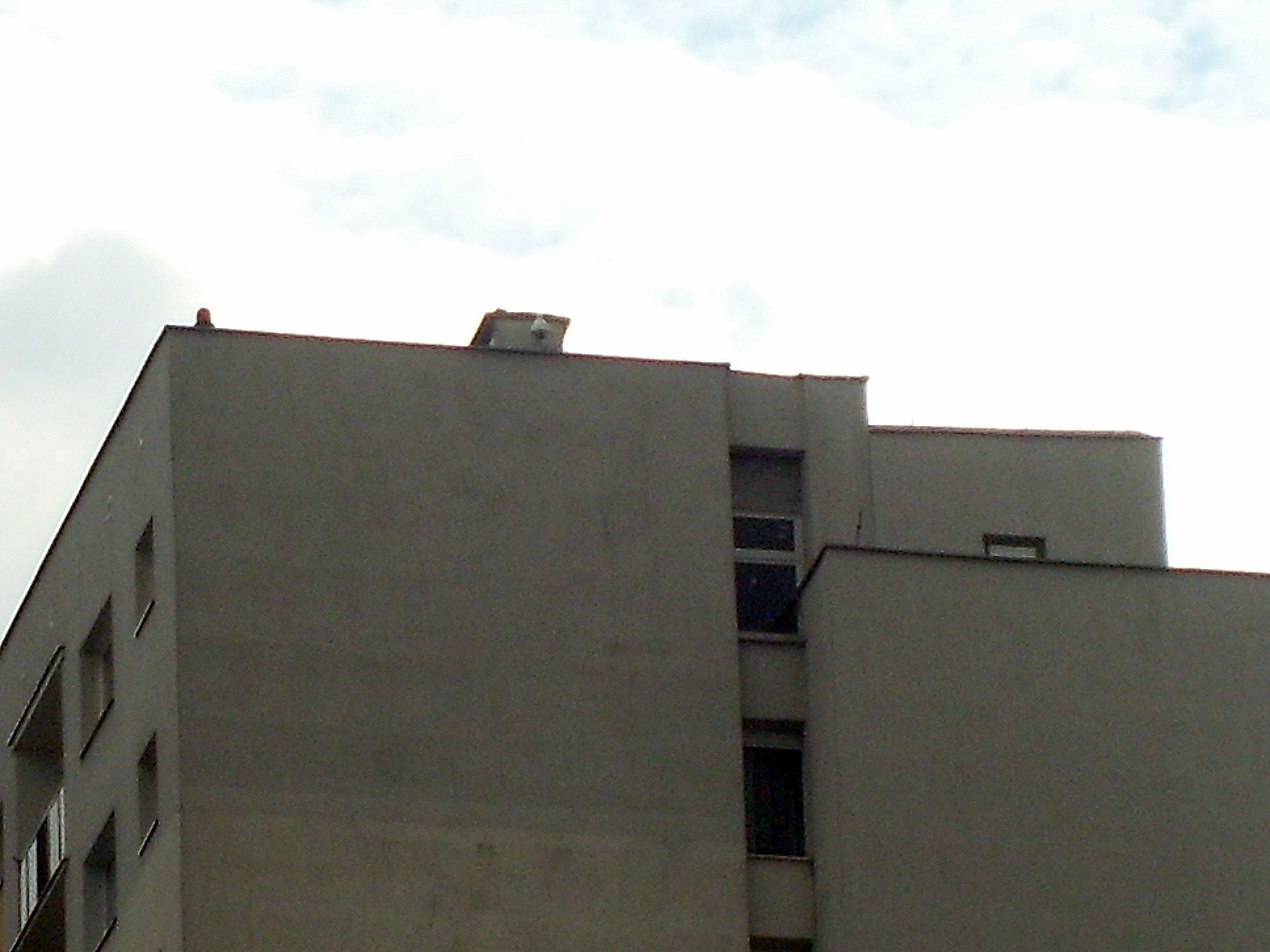
Kamera na wieżowcu skierowana na rondo Rataje.

Telewizja WTK (dawniej: Wielkopolska Telewizja Kablowa) – poznańska telewizja, nadaje od 21 listopada 1996 roku. 

## Historia
W 2003 r. zmieniła charakter na lokalną telewizję informacyjną. Stacja emituje program przez całą dobę. Od godziny 17.30 do 1 nadaje serwisy informacyjne co pół godziny. W ofercie stacji są także programy publicystyczne, kulturalne, sportowe, lajfstajlowe i inne. Telewizja prezentuje swoje produkcje oraz programy zrealizowane przez RTK i Uniwersyteckie Studio Filmowe UAM.
Dostępna jest w sieciach kablowych m.in. w Poznaniu, Swarzędzu, Luboniu, Śremie, Koziegłowach, Suchym Lesie, Obornikach, Skórzewie, Grodzisku Wlkp., Wolsztynie, Koninie, Rokietnicy, Słupcy, Turku, Kórniku, Murowanej Goślinie, Toruniu oraz w internecie (na żywo lub archiwum programów).
Pierwszym prezesem stacji był Paweł Leonarski, a 1 listopada 2002 roku rada nadzorcza WTK wybrała na jej prezesa Krzysztofa Szydłowskiego, który zasiada na tym stanowisku do chwili obecnej.
W 2004 roku Puls Dnia zdobył nagrodę Kryształowego Ekranu za najlepszy lokalny serwis informacyjny w Polsce w konkursie To nas dotyczy organizowanym przez Ogólnopolską Izbę Gospodarczą Komunikacji Kablowej.
W październiku 2007 roku WTK zmieniło siedzibę. Nowa znajduje się w kompleksie kinowym Kinepolis na Żegrzu, na osiedlu administracyjnym Żegrze. W styczniu 2008 roku nadano pierwszą transmisję na żywo z posiedzenia rady miasta. Dzienna oglądalność stacji w prime time wynosi 160 tysięcy widzów (źródło: Expert Monitor 2007).
Od 30 sierpnia 2010 telewizja nadaje w formacie 16:9.
W 2011 roku stacja pokazywała Halowe Mistrzostwa Świata w Hokeju na Trawie, które odbywały się od 8 do 13 lutego na Międzynarodowych Targach Poznańskich. Ponadto stacja była wyłącznym producentem sygnału telewizyjnego.
W maju 2012 roku stacja uruchomiła w Internecie profesjonalną platformę wideo WTK PLAY (www.wtkplay.pl). Jest to obecnie największy regionalny portal wideo w Wielkopolsce (ponad 230 tys. unikalnych użytkowników wideo w X.2012 na podstawie Google Analytics).
1 września 2018 WTK zmieniło swój dotychczasowy portal internetowy wtkplay.pl na portal informacyjny wtk.pl
3 września 2018 roku WTK zmieniła format nadawania na HD.
We wrześniu 2019 roku portal WTK.PL przekroczył pół miliona unikalnych użytkowników (za Google Analitycs).

## Ramówka
| Rodzaj programu | Tytuł                         | O czym |
| --------------- | ----------------------------- | --- |
| Informacyjne    | Puls Dnia                     | serwis informacji lokalnych |
| Informacyjne    | Sport                         | informacje sportowe |
| Informacyjne    | Qulturalny Poznań             | informacje kulturalne |
| Informacyjne    | Pogoda                        | Wydarzenia kulturalne |
| Informacyjne    | Serwis komunikacyjny          | utrudnienia drogowe i informacje dla pasażerów MPK Poznań |
| Publicystyczne  | Gorący Temat                  | dyskusja z zaproszonymi gośćmi |
| Kulturalne      | Połykacze książek             | program wydawniczy |
| Inne programy   | Poranek WTK                   | program life-style'owy, telewizja śniadaniowa |
| Inne programy   | Otwarta antena                | dziennikarz rozmawia z gościem, podczas rozmowy widzowie dzwonią do studia i wyrażają własne zdanie na dany temat.                                                     |
| Inne programy   | Studio Sport – retransmisje   | |
| Inne programy   | Na zdrowie                    | program o medycynie |
| Inne programy   | Piękny Obiekt Pożądania       | wybrana, w drodze castingu, bohaterka przechodzi wizualną metamorfozę                                                                                                  |
| Inne programy   | Towarzyski Tydzień            | kronika towarzyska Poznania |
| Inne programy   | We love Poznań                | rozmowa o Poznaniu z rodakami wielkopolski mieszkającymi za granicą-                                                                                                   |
| Inne programy   | Reportaż w WTK                | |
| Inne programy   | Magazyn Targów Poznańskich    | |
| Inne programy   | Strefa Mamy                   | |
| Inne programy   | Telekonin                     | |
| Inne programy   | Teraz w Poznaniu              | obraz na żywo z kamer umieszczonych na Kupcu Poznańskim i na Collegium Altum Uniwersytetu Ekonomicznego oraz na wieżowcu mieszkalnym na osiedlu Jagiellońskim nr 12-13 |
| Inne programy   | WTK Wywiad – rozmowa tygodnia | |
| Inne programy   | Biznes Magazyn                | informacje ekonomiczne |
| Inne programy   | Motomania                     | program motoryzacyjny |
| Inne programy   | ePoznań                       | program o nowych technologiach |
| Inne programy   | Poznańskie gminy              | |
| Inne programy   | Ślizgiem w lewo               | program żużlowy |
| Historyczne     | Spacerkiem przez Poznań       | program krajoznawczo-historyczny, przybliżający godne uwagi miejsca i obiekty Poznania                                                                                 |
| Historyczne     | Wybitne postacie Uniwersytetu | nieznane fakty z historii wykładowców UAM |
| Historyczne     | Arcydzieła, arcymyśli...      | wykłady uniwersyteckie, nie tylko z historii |
| Historyczne     | Tajemnice Poznania            | nieznane fakty z historii Poznania |
| Historyczne     | Z Życia Uniwersytetu          | bieżący reportaż o życiu UAM |
| Nieemitowane    | W klimacie Poznania           | magazyn nt. konferencji klimatycznej w Poznaniu z 2008 roku |
| Nieemitowane    | Natura                        | |
| Nieemitowane    | Z pierwszej strony            | podsumowanie wydarzeń tygodnia z udziałem dziennikarzy poznańskich mediów (do 2008 r.)                                                                                 |
| Nieemitowane    | Scena                         | program teatralny |
| Nieemitowane    | Spotkajmy się na Malcie       | |
| Nieemitowane    | Kino                          | program filmowy |
| Nieemitowane    | Korner                        | program o piłce nożnej |
| Nieemitowane    | Stylizacje                    | magazyn o modzie i wystroju wnętrz |
| Nieemitowane    | Sofa                          | |
| Nieemitowane    | Rodzina na zakupach           | |
| Nieemitowane    | V12 Video Lista Przebojów     | 12 teledysków tygodnia wybranych przez widzów |
| Nieemitowane    | Z bankiem na Ty               | |
| Nieemitowane    | Nasze bezpieczeństwo          | magazyn policyjny |

## Dostępność
- INEA - pozycja nr 6
- WTVK
- Inotel
- Asta-net
- SatPol
- east&west
- Echostar
- Promax
- Vectra - pozycja nr 818[5]
- MultiMedia Polska - pozycja nr 818[5]
- Play[6]